# Crkva Uznesenja Blažene Djevice Marije u Gradcu
Crkva Uznesenje Blažene Djevice Marije je katolička župna crkva u Gradcu u Bosni i Hercegovini.

## Povijest
Prva župna crkva Uznesenja Blažene Djevice Marije sagrađena je za vrijeme drugog gradačkog župnika fra Blaža iz Graca, koji je tamo župnikovao od 1604. do 1620. godine. Trebinjsko-mrkanski biskup Krizostom Antić blagoslovio ju je 1620. godine. Turci su crkvu nakon nekog vremena srušili, no, ponovno je u istom stoljeću obnovljena. Nakon toga crkva je obnavljana oko 1820. godine. Isusovački misionar Vinko Basile, 1846., za crkvu kaže da izgleda kao špilja. Sljedeće godine je ishodovao od Turaka potrebne dozvole i carigradski ferman te ju je obnovio.
Crkva je zbog svog lošeg stanja bila više puta pljačkana i pustošena. Temeljitoj obnovi pristupio je župnik don Mije Jerinić (1873.-1901.). On je crkvi dodao veliku lađu te je crkva poprimila današnji oblik 1887. godine.
Oltar u baroknom stilu, iznad kojega se uzdiže kip Blažene Djevice Marije uznesene na nebo, radila je 1912./13. tirolska umjetnička škola iz Južnog Tirola. Iznad ulaza u prezbiterij stoji natpis: „Marijo, Kraljice neba, moli za nas!”.
Dana 7. svibnja 1992. zrakoplov JNA raketirao je župnu crkvu te je tada krov u potpunosti izgorio. Župnik don Blaž Ivanda (1984.-2002.) počeo je obnavljati crkvu te je postavio atrij s prednjeg dijela crkve te sagradio potpuno novi zvonik. Novi blagoslov obnovljene crkve i novosagrađenog zvonika upriličen je 1994. godine. Za vrijeme župnika don Nedjeljka Krešića (2011.-2022.), 2016. godine, crkva i zvonik obloženi su kamenom.

### Unutrašnjost crkve
Poslije Drugoga vatikanskog sabora preuređen je prezbiterij i postavljen novi drveni oltar. Na pročelju oltara se nalazi drveni reljef s motivima Posljednje večere umjetnika Zlatka Glavinića. Isti umjetnik je izradio i  simbole grozdova i pšenice sa strane oltara kao i sakralne urese ambona.
U crkvi se nalazi i Križni put s 14 postaja koje je izradio Stjepan Katić. U unutrašnjosti crkve, don Lazar Lazarević, je 1903. postavio na zid nadgrobnu ploču sedmorici gradačkih župnika:

„IHS. Hic jacent Sacerdotes Parochi:  Andreas Lazarević, Vic. Gen. annorum 98. obiit 1774., Matthaeus Goluža, Matthaeus Bogoje, Gregorius Matuško, Nicolaus Matuško, Elias Vukas, Blasisus Jadrosić. Mon. pos. Fratribus Don L. L. Janjić 1903.”
„IHS. Ovdje leže svećenici župnici: Andrija Lazarević, generalni vikar, umro u svojoj 98. godini 1774. Mato Goluža, Mato Bogojević, Grgo Matuško, Nikola Matuško, Ilija Vukas, Vlaho Jadrošić. Spomen podiže braći Don Lazar Lazarević Janjić 1903.”

### Kraj crkve
Za vrijeme župnika don Blaža Ivande ispred župne crkve sagrađen je spomenik žrtvama Drugoga svjetskog rata i poraća te Domovinskog rata. Na spomeniku se nalazi natpis: „Zvonik ovaj, ploče i kamen, uspomenu na vas nek čuvaju trajno i nek budu znamen. G. G. 1995., župljani župe Gradac.” Ispred spomenika nalazi se i kip „Pietà”, rad akademskog kipara Zlatka Čulara.
U groblju kod župne crkve nalaze se grobovi sedmorice svećenika:
- don Mihe Jerinića (1850.-1901.)
- don Petra Papca (1868.-1917.)
- don Lazara Lazarevića – Janjića (1838.-1919.)
- don Ilije Sentića (1862.-1921.)
- don Mitra Papca (1896.-1951.)
- don Zvonke Vuletića (1932.-1979.)
- don Anđelka Babića (1918.-1983.).

## Poveznice
- Gradac
- Crkva sv. Ane u Gradcu

### Knjige
- Šutalo, Ivo. 2023. Nastanak i razvoj župa na području Trebinjsko-mrkanske biskupije i sakralni objekti po župama.   Puljić, Ivica; Marić, Marinko (ur.). Trebinjsko-mrkanska biskupija: Zbornik radova povodom obilježavanja 1000. obljetnice prvoga pisanog spomena Trebinjske biskupije i 700. obljetnice prvoga pisanog spomena Mrkanske biskupije. Trebinjsko-mrkanska biskupija. Mostar. str. 469–623

### Mrežna sjedišta
- Neumski Gradac - drevna župa i oaza duhovnoga života u ljutome kršu. www.nedjelja.ba. Pristupljeno 6. rujna 2023.